# Den ny fattigdom
Den ny fattigdom er en dokumentarfilm fra 2001 instrueret af Ib Makwarth.

## Handling
En film om den skjulte fattigdom, som mange danskere lever i. Om mennesker med lave indkomster, som fastholdes i et svært brydeligt mønster. Filmens 13 medvirkende fortæller om drømme, håb, respekt og værdighed.